# Wicker Man (Alton Towers)
Pour les articles homonymes, voir The Wicker Man.
Wicker Man est un parcours de montagnes russes situé à Alton Towers dans le Staffordshire, au Royaume-Uni. L'attraction a ouvert au public le 20 mars 2018, alors que la cérémonie d'inauguration a eu lieu le 24 mars 2018. Elle est construite par Great Coasters International pour un coût de 16 000 000 de livres sterling. Initialement connue sous le nom de code Secret Weapon 8 (arme secrète no 8), son nom officiel fut révélé par le parc en janvier 2018,.

## Développement et construction
En avril 2015, le parc réfléchit à la création d'une nouvelle attraction dans la zone Forbidden Valley. Ces plans sont finalement abandonnés en faveur de l'ancien site de l'attraction The Flume, qui a fermé ses portes en octobre 2015. Les plans ont été soumis au Conseil du comté de Staffordshire le 23 avril 2016. Le Comité des Applications de Planification a approuvé les plans le 25 août 2016.
Le parcours de montagnes russes a été conçu par Merlin Entertainments. Le designer d'attraction à la retraite John Wardley a été rappelé pour l'amélioration du tracé et notamment de la première descente,. Le premier morceau de bois pour le montage est arrivé à Alton Towers le 4 mai 2017. La construction a atteint son point culminant début juillet et, en octobre 2017, des tronçons de voie ont été installés. 
Wicker Man a ouvert ses portes au public le 20 mars 2018, avec trois jours de retard en raison des intempéries,,. La cérémonie d'ouverture a été reportée du 17 mars 2018 au week-end suivant, le 24 mars 2018. 